# Samaná El Catey nemzetközi repülőtér
A Samaná El Catey nemzetközi repülőtér (IATA: AZS, ICAO: MDCY) a Dominikai Köztársaság egyik nemzetközi repülőtere, amely Samaná Province közelében található. Éves utasforgalma 63 094 fő (2022).

## Légitársaságok és úticélok
2023-ban a Samaná El Catey nemzetközi repülőtérről az alábbi járatok indulnak:
| Légitársaság       | Célállomások                                              |
| ------------------ | --------------------------------------------------------- |
| Air Canada Rouge   | Montreal–Trudeau Szezonális: Toronto–Pearson              |
| Air Transat        | Montréal–Trudeau, Toronto–Pearson Szezonális: Québec City |
| World2Fly          | Szezonális charter: Madrid                                |
| World2Fly Portugal | Szezonális charter: Lisszabon                             |

## Forgalom
Az utasforgalom az elmúlt években az alábbi módon változott:
| Utasok száma |      |      |      | 4333 | 99 849 | 119 039 | 114 326 | 134 498 | 165 780 | 63 094 |
|              | 1998 | 2001 | 2003 | 2006 | 2009   | 2011    | 2014    | 2017    | 2019    | 2022   |